# Wernisaż (album 2001)
Wernisaż – pierwszy album kompilacyjny polskiej piosenkarki Danuty Stankiewicz wydany w 2001 roku nakładem wytwórni Polskie Nagrania.

## Lista utworów
1. Wernisaż (Raimonds Pauls - Jacek Bukowski)
2. Blue Star (Robert Obcowski - Janusz Kondratowicz)
3. Skrzypek na dachu (Raimonds Pauls - Jacek Korczakowski)
4. Nieznajome dni (Igor Nikołajew - Anna Warecka)
5. Trzynastego (Ryszard Poznakowski - Janusz Kondratowicz)
6. Serduszko puka w rytmie cza-cza (Romuald Żyliński - Janusz Odrowąż)
7. Nadchodzi świt (Ryszard Szeremeta - Anna Warecka)
8. Na parkiecie super dance (Robert Obcowski - Krzysztof Tadeusz Zawadzki)
9. Moje serce ze szkła (Robert Obcowski - Janusz Kondratowicz)
10. A jednak czasem mi żal (Marian Zimiński - Janusz Kondratowicz, Anna Gmitrzuk)
11. Coś podobnego [Po co mi, na co mi] (Władimir Kuźmin - Jacek Korczakowski)
12. Jesienią nie lubię być sama (Jerzy Suchocki - Jacek Bukowski)
13. Szesnaście lat (Ryszard Sielicki - Mirosław Łebkowski, Stanisław Werner)

## Charakterystyka albumu
Album Wernisaż to pierwsza kompilacja w dyskografii Danuty Stankiewicz. Złożyły się na nią wszystkie piosenki z siódmego albumu studyjnego artystki prócz utworu Jadwiga i rydze. Album oryginalnie ukazał się w formie płyty kompaktowej (Polskie Nagrania PNCD 576), oraz wydanej rok później kasety magnetofonowej (Polskie Nagrania CK 1565).

## Muzycy
- Danuta Stankiewicz (Lolita) – śpiew
- Witold Mix, Dariusz Play – instrumenty klawiszowe

## Realizatorzy
- Zdjęcie na okładce (front) – Andrzej Piasecki, Andrzej Nowakowski (książeczka)
- Projekt okładki – YQ Studio Graficzne Polskich Nagrań
- Redakcja – Ryszard Majak
- Mastering – Bogdan Żywek Studio 153